# Crotalaria confusa
Espèce
Crotalaria confusas est une espèce de plantes à fleurs de la famille des Fabaceae et du genre Crotalaria. C'est une plante herbacée présente en Afrique tropicale.

## Description
C'est une herbe annuelle, couchée ou érigée, très ramifiée, qui peut atteindre 0,3 à 1,5 m de haut.

## Distribution
L'espèce est présente en Afrique de l'Ouest, du Ghana au Tchad.

## Habitat
Elle se développe dans la savane, dans des endroits perturbés, par exemple au bord des routes ou des cultures.